# Calhoun Township (comté de Calhoun, Iowa)
Calhoun Township est un township, du comté de Calhoun en Iowa, aux États-Unis,. Le township est le premier, fondé en 1856. À l'origine, il intègre le comté entier.

## Source de la traduction
- (en) Cet article est partiellement ou en totalité issu de l’article de Wikipédia en anglais intitulé « Calhoun Township, Calhoun County, Iowa » (voir la liste des auteurs).